# Камо грядеши? (фильм, 1901)
«Камо грядеши?» (фр. Quo vadis?) — немой короткометражный фильм Фернана Зекки, поставленный им совместно с Люсьеном Нонге по мотивам одноимённого романа Генрика Сенкевича.

## Сюжет
Некий римский император, стоя на верху лестницы в окружении двадцати трёх статистов в венках из роз, показывал жест — опускал большой палец вниз — знак к умерщвлению побеждённого гладиатора.